# Bullets in the Gun
Bullets in the Gun è il quattordicesimo album in studio del cantante di musica country Toby Keith, pubblicato nel 2010.

## Tracce
1. Bullets in the Gun – 4:16 (Toby Keith, Rivers Rutherford)
2. Somewhere Else – 3:06 (Keith, Bobby Pinson)
3. Trailerhood – 2:53 (Keith)
4. In a Couple of Days – 3:46 (Keith, Pinson)
5. Think About You All of the Time – 3:44 (Keith)
6. Kissin' in the Rain – 3:55 (Keith, Pinson)
7. Drive it on Home – 3:22 (Keith, Pinson)
8. Ain't Breakin' Nothin' – 3:58 (Keith, Pinson)
9. Is That All You Got – 3:35 (Keith, Scotty Emerick, Dean Dillon)
10. Get Out of My Car – 3:30 (Keith, Pinson)

Tracce bonus Edizione Deluxe
1. 11 Months And 29 Days (live) – 4:44 (Johnny Paycheck)
2. Waymore's Blues (live) – 6:08 (Waylon Jennings, Curtis Buck)
3. Chug-a-Lug (live) – 2:59 (Roger Miller)
4. Sundown (live) – 4:34 (Gordon Lightfoot)